# Lista castelelor și conacelor din județul Hunedoara
Aceasta este o listă a castelelor și conacelor din județul Hunedoara.

## Castele
- Castelul Bethlen (Magna Curia) din Deva, azi Muzeul Civilizației Dacice și Romane
- Castelul Bethlen din Ilia, cumpărat de Ordinul Franciscan[1]
- Castelul Bornemisza din Ilia
- Castelul Corvinilor din Hunedoara
- Castelul Gyulay din Mintia
- Castelul Gyulay din Simeria, deținut de Consiliul Național pentru Silvicultură[2]
- Castelul Jósika din Brănișca
- Castelul Kendeffy din Sântămăria-Orlea
- Castelul Naláczy-Fáy din Nălațvad
- Castelul Nopcsa din Săcel
- Castelul Nopcsa din Zam, azi spital de psihiatrie[3]
- Castelul Pogány din Păclișa
- Castelul Rappaport din Ilia
- Castelul Veres din Bobâlna

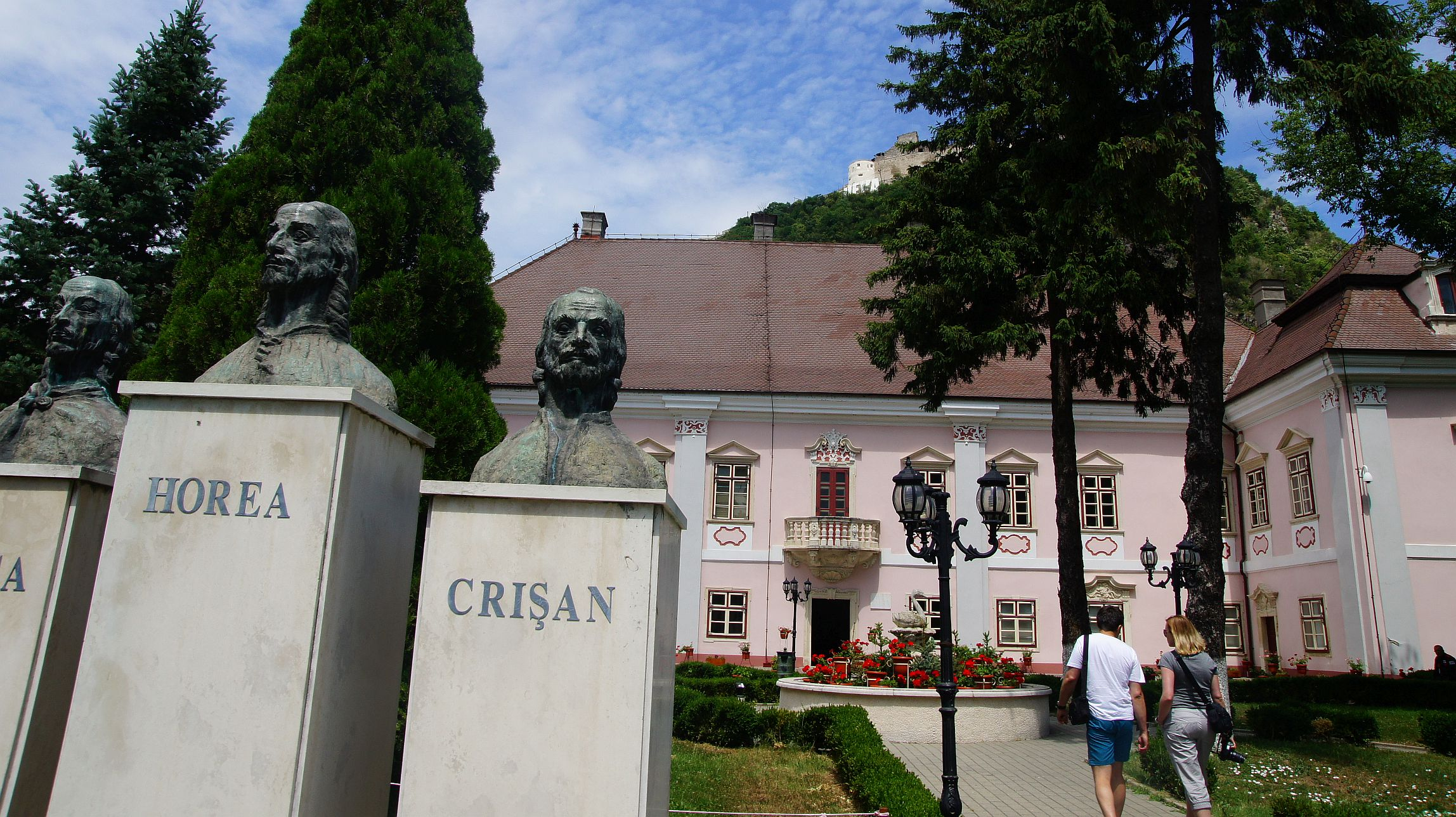
Magna Curia Deva
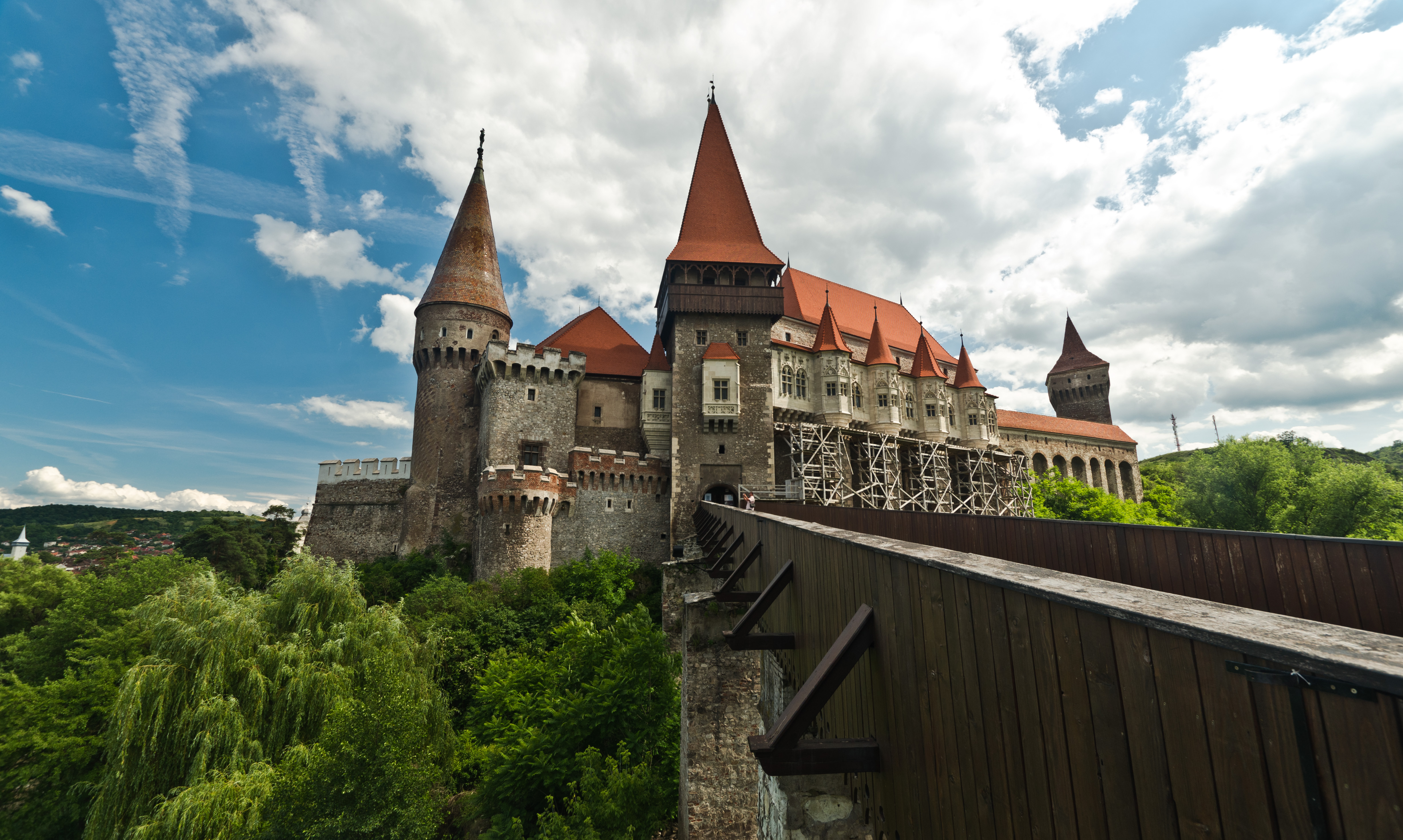
Castelul Corvinilor din Hunedoara
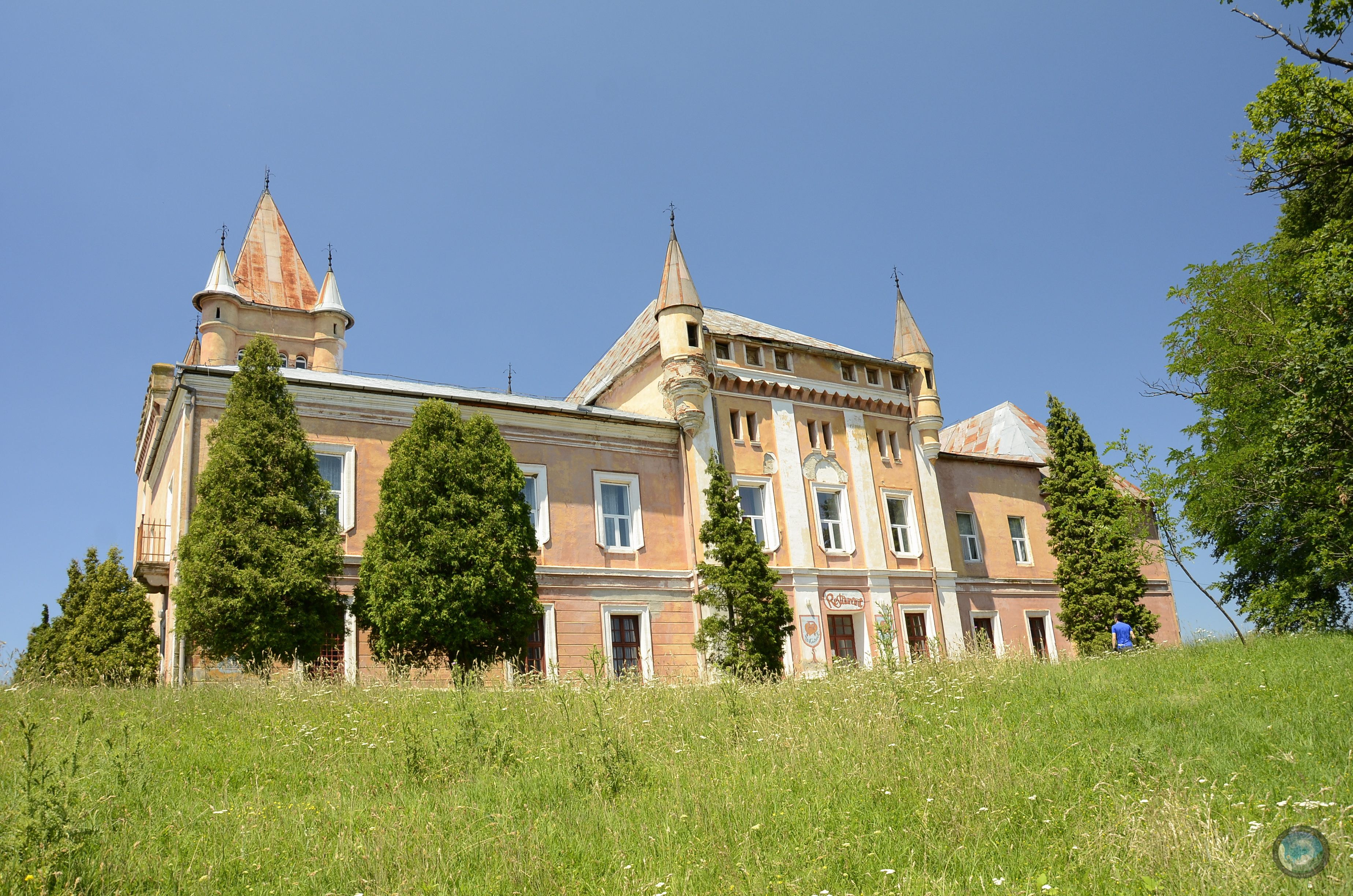
Castelul Kendeffy din Sântămăria-Orlea
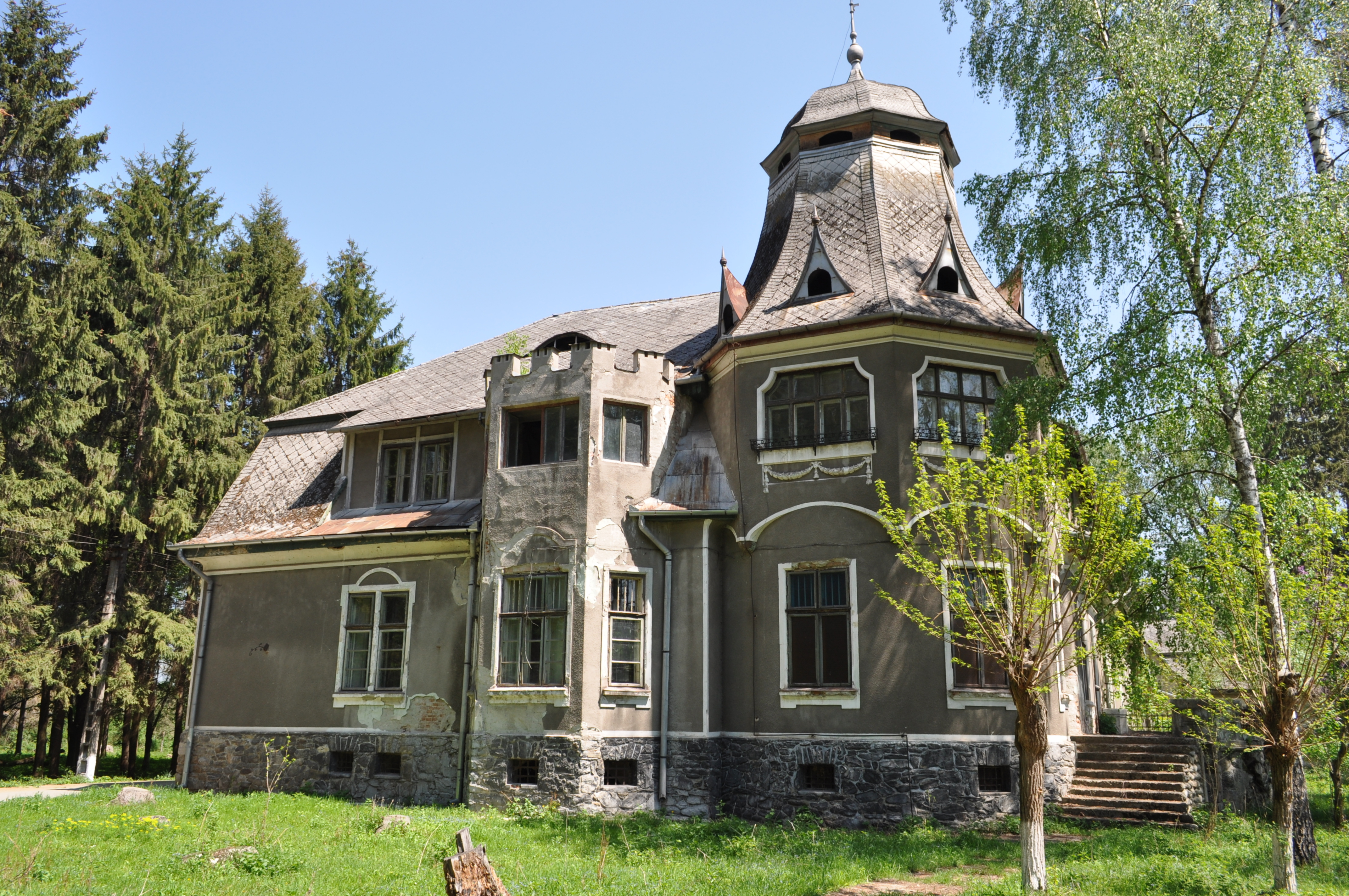
Castelul Pogány din Păclișa
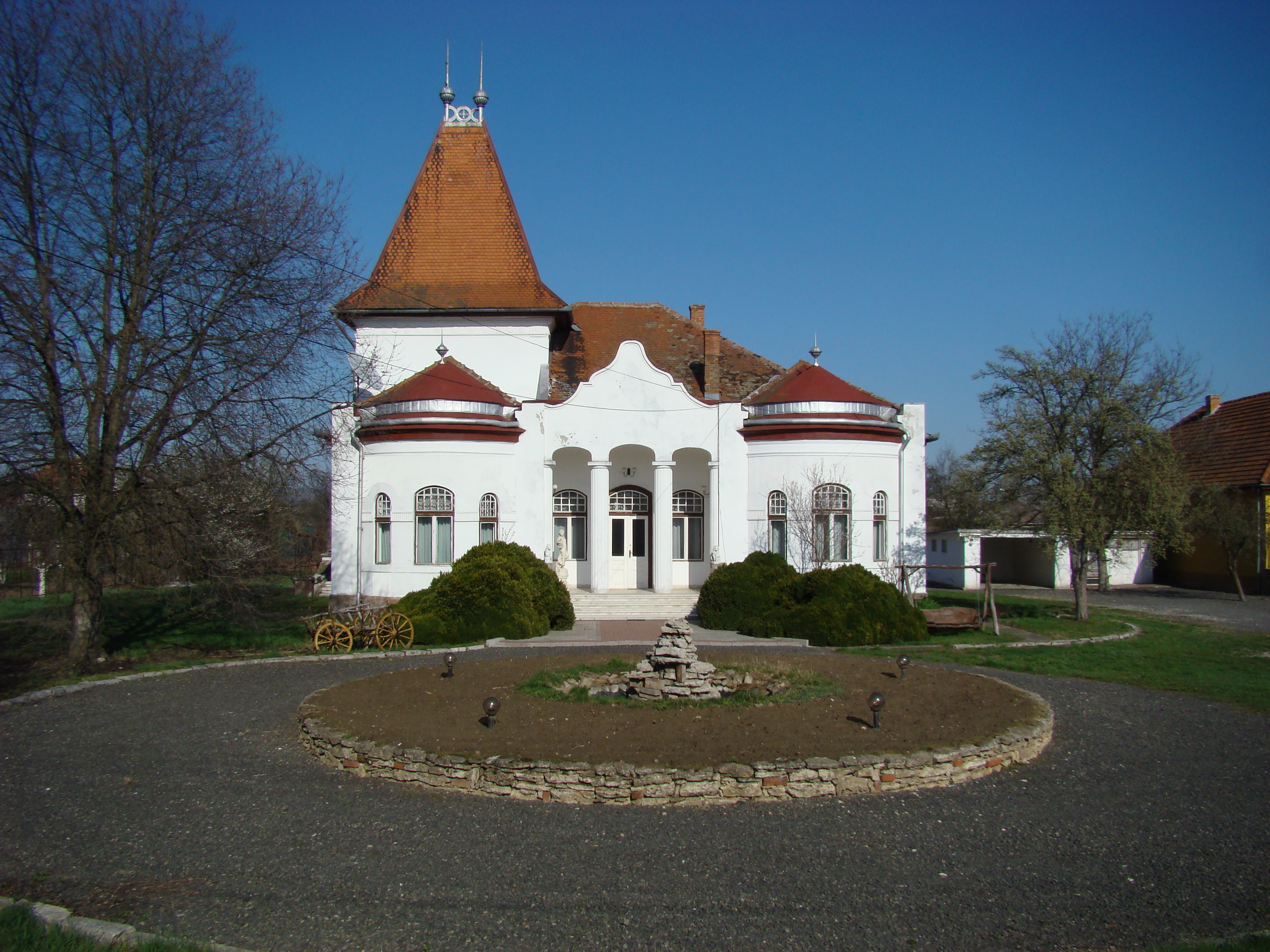
Castelul Rappaport din Ilia
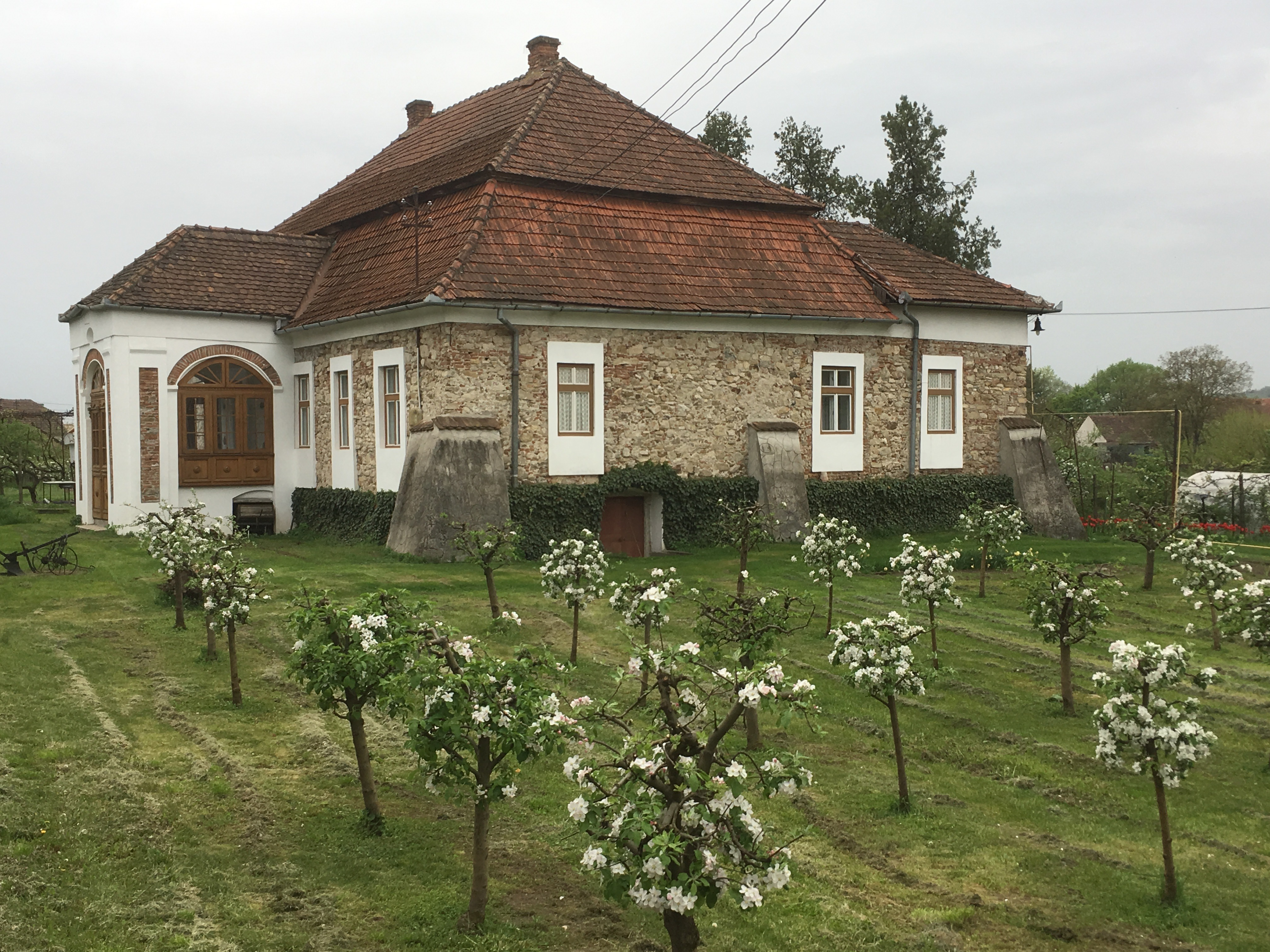
Conacul din Geoagiu

## Conace
- Conacul Alexe Breasovay din Peșteana
- Conacul Barcsay din Bârcea Mică
- Conacul Dániel din Rapoltu Mare
- Conacul Klobosiski din Gurasada
- Conacul Leszay din Pui
- Conacul Mara din Densuș
- Conacul Mara din Râu Alb
- Conacul Naláczy din Pui
- Conacul Nopcsa din Densuș
- Conacul Nopcsa din General Berthelot, azi Centrul de Dezvoltare Durabilă a Țării Hațegului[4]
- Conacul din Geoagiu